# 小行星2579
小行星2579（2579 Spartacus）是一颗围绕太阳公转的小行星。1977年8月14日，尼古拉·切爾尼赫在克里米亚发现了此天体。
該小行星以色雷斯角鬥士斯巴達克斯命名。
这颗小行星的绝对星等为333.9339689762237等。